# Culture du Qatar
 (mars 2015).
Si vous disposez d'ouvrages ou d'articles de référence ou si vous connaissez des sites web de qualité traitant du thème abordé ici, merci de compléter l'article en donnant les références utiles à sa vérifiabilité et en les liant à la section « Notes et références ».

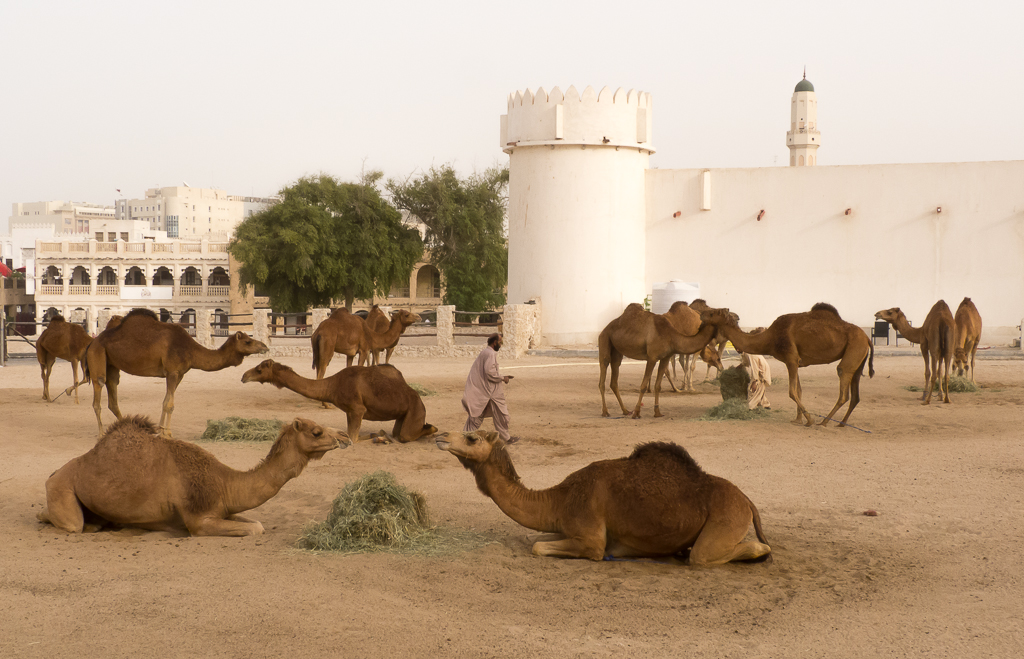
Fort Al Koot à Doha

La culture du Qatar, petit pays du sud-est de la péninsule arabique, désigne d'abord les pratiques culturelles observables de ses habitants (2 700 000, estimation 2017). La culture qatarie (musique, arts, costumes, et la cuisine) est similaire à celle des autres pays arabes du golfe Persique (Culture des Émirats arabes unis, etc). Des tribus arabes de l'Arabie saoudite ont migré vers le Qatar et d'autres lieux du golfe, par conséquent, la culture dans la région du golfe Persique varie peu d'un pays à l'autre.
Le Qatar est un pays islamique : la charia est la base de son gouvernement, et la grande majorité de ses citoyens suit le Hanbali madhab, l'une des quatre écoles à orientation correcte.

## Langue(s) et peuples
- Langues au Qatar, Catégorie:Langue au Qatar
  - Arabe du Golfe, Arabe standard moderne, Arabe
  - Mehri (langue)
  - Brahoui, Ourdou, Hindi
  - Anglais...
- Démographie du Qatar, Groupes ethniques au Qatar
  - > 85 % d'étrangers :
    - Qatari 12 %, Égyptiens 8,6 %, Syriens 2,2 %, Soudanais 2,1 %, Jordaniens 1 %...
    - Indiens 25 %, Népalais 17 %, Bangladais 12 %, Sri Lankais 5,6 %, Pakistanais 4,8 %...
    - Philippins 10 %, Indonésiens 1,6 %...
    - Occidentaux 1-2 %
- Immigration[1],[2],[3]
- Diaspora qatarie

## Traditions

### Religion(s)
- Religion au Qatar, Catégorie:Religion au Qatar
- Bouddhisme dans le monde, Christianisme par pays, Nombre de musulmans par pays, Nombre de Juifs par pays, Irréligion
- Islam au Qatar (75-80 % : 65-70 % sunnites, et 10 % chiites), Wahhabisme
  - Hanbalisme (en arabe : حنبلى) est l'une des quatre écoles (juridiques) du Fiqh, ou de la loi religieuse dans l'islam sunnite (Les trois autres sont Hanafisme, Malikisme et Chaféisme). Les musulmans sunnites estiment que les quatre écoles ont « l'orientation correcte », et que leurs différences ne sont pas fondamentales : seuls varient les jugements sont plus ou moins pertinents, et la jurisprudence, résultat du raisonnement indépendant des imams et des savants qui les ont suivis. Comme leurs méthodes individuelles d'interprétation et d'extraction à partir des sources primaires (usul) sont ou étaient différents, ils sont parvenus à des jugements différents sur des questions particulières.
  - Mosquée Fanar
- Hindouisme, Hindouisme au Qatar (en) (240 000 hindouistes en 2010, 360 000, estimations)
- Christianisme au Qatar (8,5 %, 75 000 chrétiens, dont 50 000 catholiques)
- Bouddhisme
- Judaïsme, Histoire des Juifs au Qatar, Histoire des juifs dans la Péninsule Arabe (en)
- Liberté de religion au Qatar (en)
- De la religion au Moyen-Orient

### Symboles
- Armoiries du Qatar, Emblème du Qatar, Drapeau du Qatar
- Liste des hymnes nationaux
- As Salam al Amiri, hymne national du Qatar

### Mythologie
- Annie Montigny, La légende de May et Ghilân, mythe d’origine de la pêche des perles ?, 2004[4]

### Fêtes
- Jours fériés publics au Qatar (en)
- Qatar National Day (en) (18 décembre)
- Doha Tribeca Film Festival (DTFF)

## Société
- List of Qatar-related topics (en)
- Classements internationaux du pays (en)
- Culture au Moyen-Orient

### Groupes sociaux
- Résidents qataris par activité
- Qataris par activité
- Qataris émigrés (activités)
- Expatriés au Qatar (activités)

### Famille
- Femmes au Qatar (en)

### Droit
- Droits de l'homme au Qatar, Droits LGBT au Qatar
- Traite des êtres humains au Qatar (en)
- Crime au Qatar (en)
- Prostitution au Qatar

### Éducation
- Education in Qatar (en)
- List of schools in Qatar (en)
- List of universities and colleges in Qatar (en), Université du Qatar, Education City
- Sheikha al Mayassa
- World Innovation Summit for Education
- Parc des Sciences et des Technologies du Qatar (QSTP)
- Fondation du Qatar
- Tariq Ramadan

### État
- Al Thani
- Liste des guerres du Qatar
- Qatar National Vision 2030 (en) (QNV 2030)

## Arts de la table

### Cuisine(s)
- Cuisine du Qatar, Catégorie:Cuisine qatarie
- Cuisine du Moyen-Orient
- Cuisine arabe, Arab cuisine of the Persian Gulf (en)
- Cuisine du Bahreïn, Cuisine des Émirats arabes unis, Cuisine du Koweït Cuisine omanaise, Cuisine saoudienne

### Boisson(s)
L'alcool est légal uniquement avec un permis, mais la consommation en est interdite en public.

## Santé
- Santé, Santé publique,Protection sociale
- Santé au Qatar (en)

### Sports, arts martiaux
- Sport au Qatar (à créer), Catégorie:Sport au Qatar
- Catégorie:Sportif qatarien
- Qatar aux Jeux olympiques
- Qatar aux Jeux paralympiques, Jeux paralympiques,
- Jeux du Commonwealth
- Cheval au Qatar

## Artisanats
- Arts appliqués, Arts décoratifs, Arts mineurs, Artisanat d'art

Les savoir-faire liés à l’artisanat traditionnel relèvent (pour partie) du patrimoine culturel immatériel de l'humanité. On parle désormais de trésor humain vivant.
Mais une grande partie des techniques artisanales ont régressé, ou disparu, dès le début de la colonisation, et plus encore avec la globalisation, sans qu'elles aient été suffisamment recensées et documentées.

## Littérature(s)
- Littérature qatarienne
- Qatari literature (en)
- Écrivains qatariens

## Média
- Média au Qatar (rubriques)
- Journalistes qatariens

### Presse
- Presse écrite au Qatar (rubriques)
- List of newspapers in Qatar (en)
- Magazines publiés au Qatar

### Radio
- Radio au Qatar (rubriques)

### Télévision
- Télévision au Qatar (rubriques)
- Al Jazeera

### Internet (.qa)
- Internet au Qatar
- Télécommuications au Qatar
- Blogueurs qatariens
- Websites qatariens

## Arts visuels
- Arts visuels, Arts plastiques, Art brut, Art urbain
- Art par pays, Artistes par nationalité
- Art au Qatar, Qatari art (en)
- Artistes qataris, Artistes contemporains qataris
- Collecting practices of the Al-Thani Family (en)
- Marché de l'art, dont galeries[5] et acheteurs[6].
- Public art in Qatar (en)
- List of museums in Qatar (en), Qatar Museums Authority
- Mathaf, Musée d'art islamique de Doha, Musée national du Qatar

### Dessin
- Catégorie:Dessinateur qatarien
- Dessinateurs par nationalité, Dessinatrices par nationalité

### Peinture
- Peintres qatari(ens)
  - Yousef Ahmad (en)[7] (1955, Doha). Youssef Ahmed a exploré le potentiel artistique de la calligraphie arabe dans ses œuvres, jusqu'à l'abstraction.

- Peintres par nationalité
- Peinture par pays

### Sculpture
- Sculpture (rubriques), Sculpture par pays, Sculpteurs par nationalité
- Sculpture au Qatar
- Sculpteurs qatari(ens)

### Architecture
- Architecture au Qatar (rubriques)
  - Architecture traditionnelle[8]
  - Badgir, attrape-vent
  - Forts au Qatar, Zubarah
  - Architecture actuelle[9],[10],[11]
  - Architecture à Doha (en)
  - Liste de constructions au Qatar
  - Palais princier (Doha)
- Urbanisme au Qatar (rubriques)[12]
  - Lusail[13]
  - The Pearl (Qatar)
  - Energy City[14],[15]
- Archaeology of Qatar (en),
- Architecture par pays, Architectes par nationalité, Ouvrages d'art par pays

### Photographie
- Photographie
- Photographe par nationalité

### Graphisme
- Graphisme, Graphisme (rubriques), Graphistes

## Arts du spectacle
- Spectacle vivant, Performance, Art sonore
- Arts de performance par pays (rubriques)

### Musique(s)
- Musique au Qatar, Music of Qatar (en)
- Musique par pays
- Musiciens par nationalité, Musiciennes par nationalité
- Qatar Philharmonic Orchestra (en)
- Naser Mestarihi (en)
- Fjiri

### Danse(s)
- Danse au Qatar
- Danse, Liste de danses, Danses par pays
- Danse traditionnelle, Danses traditionnelles
- Ardah

### Théâtre
- Abdulaziz Jassim
- Théâtre par pays
- Dramaturges
- Pièces de théâtre
- Theatre in Qatar (en)
- Qatar National Theater (en)[16]

### Cinéma
- Cinéma qatarien
- Réalisateurs, Scénaristes
- Acteurs, Actrices
- Films qatari

## Tourisme
- Tourism in Qatar (en)
- Office du tourisme du Qatar[17],[18]
- Conseils aux voyageurs pour le Qatar :
  - France Diplomatie.gouv.fr
  - Canada international.gc.ca
  - CG Suisse eda.admin.ch
  - USA US travel.state.gov

## Patrimoine

### Musées
- Musées de Doha
  - MATHAF
  - Musée d’art islamique
  - Musée national du Qatar

### Liste du Patrimoine mondial
Le programme Patrimoine mondial (UNESCO, 1971) a inscrit dans sa liste du Patrimoine mondial (au 12/01/2016) : Liste du patrimoine mondial au Qatar.

### Liste représentative du patrimoine culturel immatériel de l’humanité
Le programme Patrimoine culturel immatériel (UNESCO, 2003) a inscrit dans sa liste représentative du patrimoine culturel immatériel de l’humanité (au 12/01/2016) :
- 2012 : La fauconnerie, un patrimoine humain vivant (Émirats arabes unis, Autriche, Belgique, République tchèque, France, Hongrie, République de Corée, Mongolie, Maroc, Qatar, Arabie saoudite, Espagne, République arabe syrienne)[19].
- 2015 : Le café arabe, un symbole de générosité[20].
- 2015 : Le Majlis, un espace culturel et social[21].

### Discographie
- (en) Music of the Arabian Peninsula, Doha, Qatar, interprétation par Mohammed Saleh Abd Al-Saheb Lelo et Haitham Hasan, Celestial Harmonies, Tucson (Ariz.), 1997, 1 CD (64 min 49 s) + 1 brochure (52 p.)

### Filmographie
- Linda & Ali : deux mondes entre quatre murs, film de Lut Vandekeybus, ADAV, Paris, 200X, 1 h 35 min (DVD)